# Gladsaxe község
Gladsaxe község (dánul: Gladsaxe Kommune) Dánia 98 községének (kommune, helyi önkormányzattal rendelkező közigazgatási egység) egyike. Nagy-Koppenhága része.
A 2007. január 1-jén életbe lépő közigazgatási reform nem érintette.

## Települések
Települések és népességük:

Koppenhága és a környező községek

- Gladsaxe (63233 - Nagy-Koppenhága része)